# Хедегор, Шарлотта
Шарло́тта Хе́дегор (дат. Charlotte Hedegaard, Charlotte Hedegård) — датская кёрлингистка.

## Достижения
- Чемпионат Дании по кёрлингу среди женщин: золото (1994, 2004, 2006).
- Чемпионат мира по кёрлингу среди юниоров: бронза (1994).
- Чемпионат Дании по кёрлингу среди юниоров: золото (1994).

## Команды
| Сезон                                          | Четвёртый       | Третий          | Второй           | Первый           | Запасной                                   | Турниры                      |
| ---------------------------------------------- | --------------- | --------------- | ---------------- | ---------------- | ------------------------------------------ | ---------------------------- |
| 1993—94                                        | Хелена Блак     | Ангелина Йенсен | Маргит Пёртнер   | Шарлотта Хедегор | Хелене Йенсен                              | ЧЕ 1993 (8 место)            |
| 1993—94                                        | Ангелина Йенсен | Дорте Хольм     | Kamilla Schack   | Хелене Йенсен    | Шарлотта Хедегор                           | ЧДЮ 1994 · ЧМЮ 1994          |
| 1993—94                                        | Хелена Блак     | Ангелина Йенсен | Хелене Йенсен    | Маргит Пёртнер   | Шарлотта Хедегор                           | ЧДЖ 1994                     |
| 2003—04                                        | Ангелина Йенсен | Камилла Йенсен  | Шарлотта Хедегор | Ане Хансен       |                                            | ЧДЖ 2004                     |
| 2005—06                                        | Мадлен Дюпон    | Камилла Йенсен  | Дениз Дюпон      | Ангелина Йенсен  | Шарлотта Хедегор тренер: Эдриан Мейкл (ЧМ) | ЧДЖ 2006 · ЧМ 2006 (6 место) |
| 2006—07                                        | Мадлен Дюпон    | Камилла Йенсен  | Дениз Дюпон      | Ангелина Йенсен  | Шарлотта Хедегор тренер: Kjell-Arne Olsson | ЧЕ 2006 (7 место)            |
| Кёрлинг среди смешанных команд (mixed curling) |                 |                 |                  |                  |                                            |                              |
| 1999—00                                        | Ангелина Йенсен | Lasse Legaard   | Камилла Йенсен   | Ronni Legaard    | Шарлотта Хедегор                           | ЧДСК 2000                    |

(скипы выделены полужирным шрифтом)